# Sir Matt Busby út

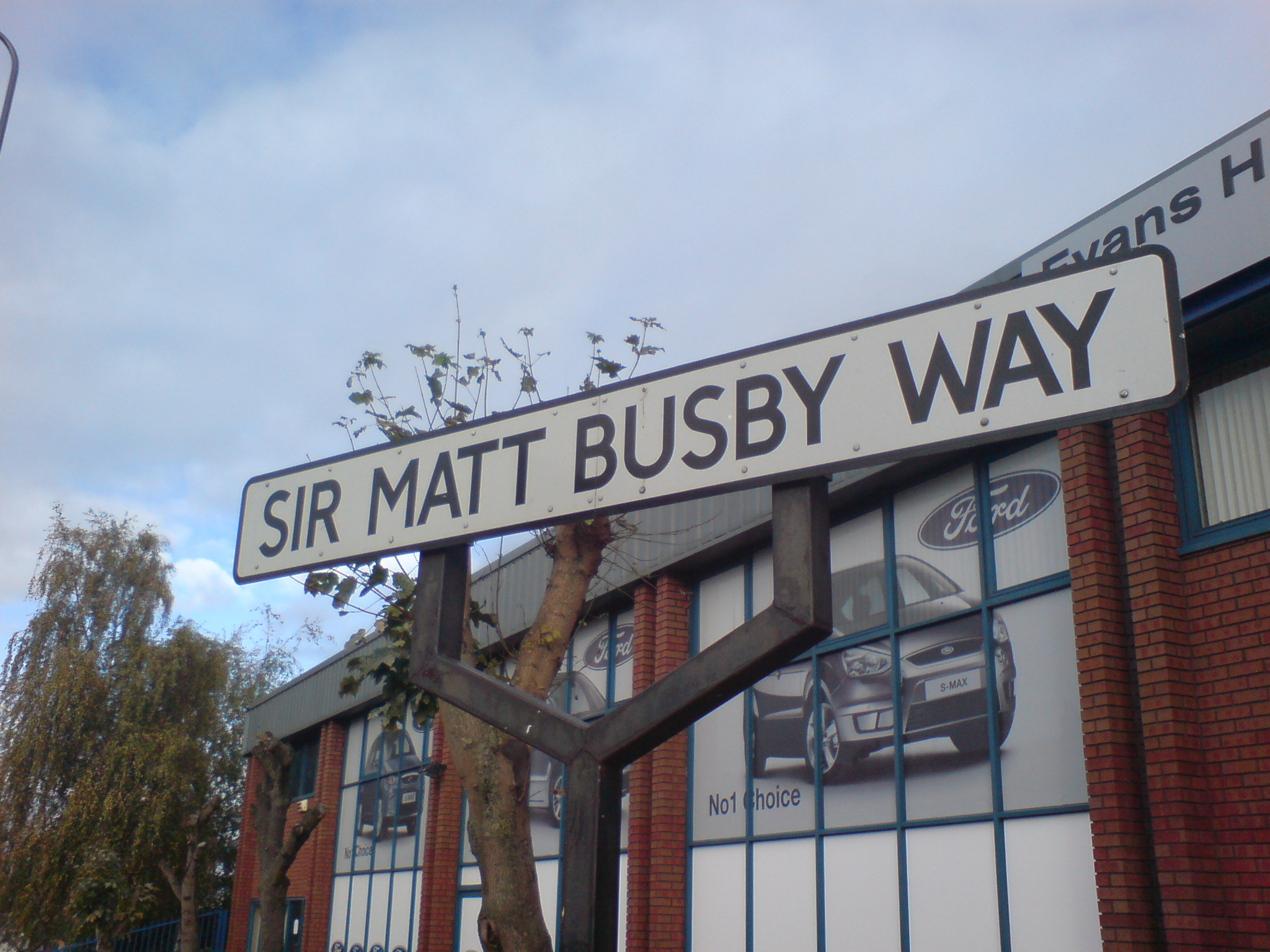
Útjelző tábla a "Sir Matt Busby út" déli bejáratánál.

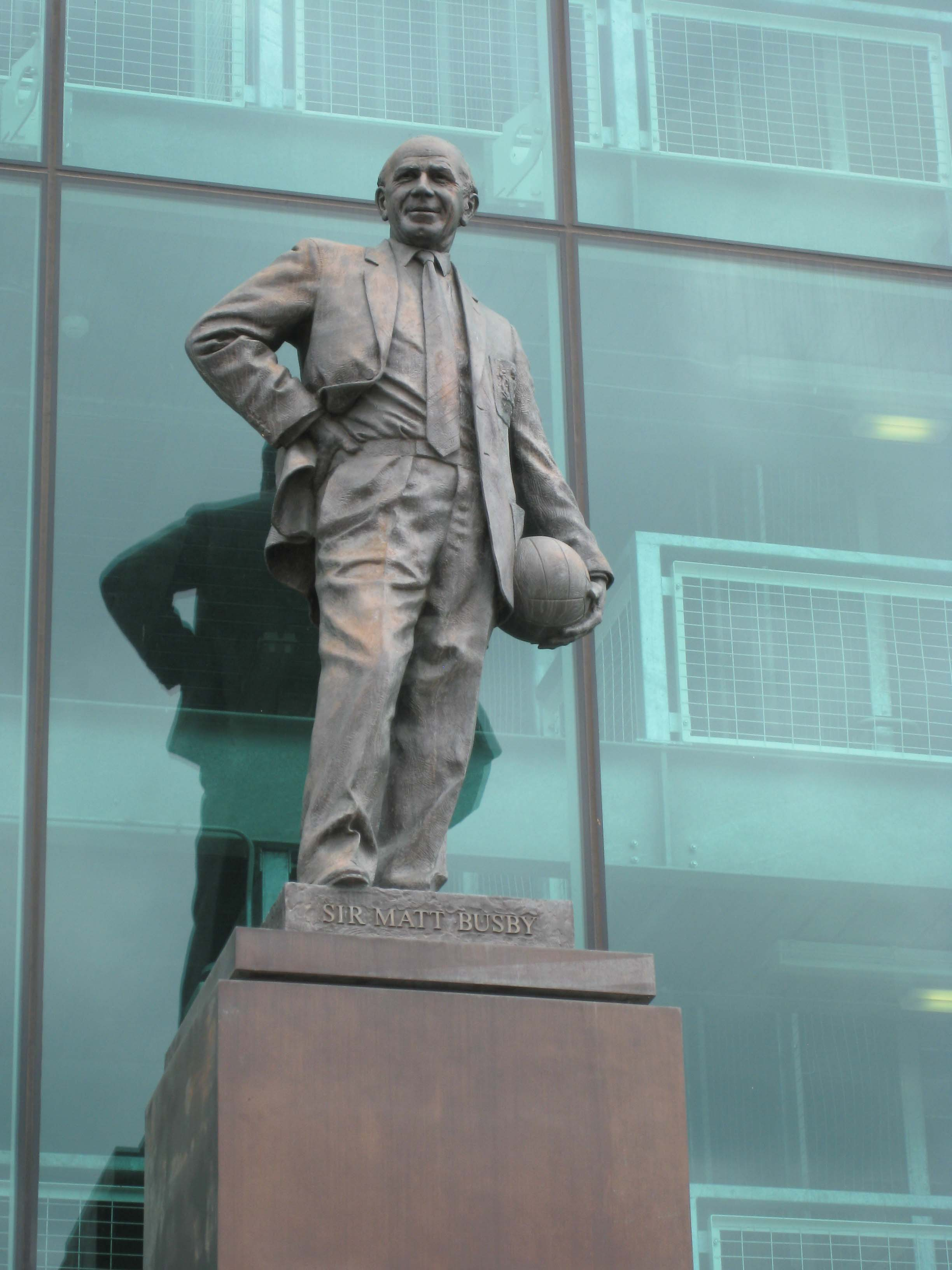
Matt Busby szobra az Old Trafford stadion előtt.

A Sir Matt Busby út (Sir Matt Busby Way) egy, az Old Trafford stadionhoz vezető út Greater Manchester megyében Angliában.  Korábban Warwick Road North néven ismerték, de a legendás menedzser, Sir Matt Busby 1994. január 20-án, 84 éves korában elhunyt, így még abban az évben az ő nevét vette fel az utca. 1996-ban az Old Trafford keleti bejárata előtt bronzszobrot emeltek az emlékére, szemben a nevét viselő úttal. 
Az út nagyjából 420 méter hosszú, és a Chester Road (A56)-tól a Trafford Park Road / Wharfside Wayig (A5081) halad. A United Roadra is vezet, amely az Old Trafford stadion északi bejárata és a Railway Road mellett fut és a stadion melletti vasútvonallal párhuzamosan található.
2011 júniusában a Manchester United támogatásával elindult a út teljes gyalogosítása. Korábban teljesen nyitott volt az autósforgalommal szemben, kivéve a klub hazai mérkőzéseinek napjait, illetve ha a stadionban más kulturális eseményt rendeztek. A 2008. december 12-én bevezetett korlátozások azt jelentették, hogy az út három órával az adott esemény előtt lezárul és két órával azt követően nyílik meg újra.